# Santuario celestial
En teología adventista del séptimo día, la enseñanza del santuario celestial consiste en la creencia de que existe un Santuario en el cielo y que muchos aspectos del Tabernáculo hebreo, o santuario terrenal, son representativos de las realidades celestiales, para lo cual se basan en Hebreos 8:1-2 y Éxodo 25:40. En particular, Jesús es señalado como el Sumo Sacerdote quien intercede por el perdón de los pecados a través del derramamiento de su propia sangre. En el servicio simbólico, el santuario se purificaba mediante la sangre de los sacrificios de animales, pero las cosas celestiales se purifican mediante el perfecto sacrificio de la sangre de Jesús.
```
Como un todo, esta doctrina es distintiva del adventismo, aunque otras denominaciones cristianas comparte muchas de las 
tipologías
 que se hacen en la 
Epístola a los hebreos
. Uno de los aspectos principales que son únicos del adventismo es que el 
Día de la Expiación
 es un tipo del 
Juicio investigador
. Técnicamente, el "santuario celestial" es una creencia que abarca el juicio investigador, el ministerio de Jesucristo como Sumo sacerdote en el santuario y la comprensión de 
Daniel 8:14
. 
```

El lugar santísimo era accedido una vez al año por el Sumo Sacerdote en el Día de la Expiación, para presentar la sangre de los animales sacrificados (un toro ofrecido como expiación por el Sacerdote y sus allegados, y una cabra ofrecida en expiación por el pueblo) y ofrecer incienso por sobre el Arca de la Alianza o sobre el sitio donde ella estaba había estado ubicada (Roca de la Fundación). Los adventistas creen que esta festividad judía es un tipo del ministerio sacerdotal de Jesús en el cielo. Lo cual ocurrió en 1844, cuando habría pasado del Lugar Santo al Lugar Santísimo para comenzar la expiación final de la humanidad.

## Posición oficial
La iglesia Adventista, da a conocer sus 28 Creencias Fundamentales, a través de diversas publicaciones oficiales, como el Manual de Iglesia el cual dice en cuanto a la creencia fundamental número 24:

24. El ministerio de Cristo en el santuario celestial:

Hay un santuario en el cielo, el verdadero tabernáculo que el Señor erigió y no el hombre. En el ministra Cristo en favor de nosotros, para poner a disposición de los creyentes los beneficios de su sacrificio expiatorio ofrecido una vez y para siempre en la cruz. Cristo llegó a ser nuestro gran Sumo Sacerdote y comenzó su ministerio intercesor en ocasión de su ascensión. En 1844, al concluir el periodo profético de los 2.300 días, inició la segunda y última fase de su ministerio expiatorio. Esta obra es un juicio investigador, que forma parte de la eliminación definitiva del pecado, prefigurada por la purificación del antiguo santuario hebreo en el Día de la Expiación... Este juicio vindica la justicia de Dios al salvar a los que creen en Jesús. Declara que los que permanecen leales a Dios recibirán el reino. La conclusión de de este ministerio de Cristo señalará el fin del tiempo de prueba otorgado a los seres humanos antes de su segunda venida. (Heb. 8:1-5; 4:14-16; 9:11-28; 10:19-22; 1:3; 2:16, 17; Dan. 7:9-27; 8:13, 14; 9:24-27; Núm. 14:34; Eze. 4:6; Lev. 16; Apoc. 14:6, 7; 20:12; 14:12; 22:12.)
Manual de la Iglesia, pp 16,17.

## Historia
El origen histórico de la doctrina, está íntimamente ligado al movimiento millerista que esperaban el retorno visible de Cristo el 22 de octubre de 1844. Ellos habían interpretado que la purificación del santuario a la que se refería Daniel 8:14, era la venida de Jesús a la Tierra. Después del Gran Chasco vivido al no cumplirse estas expectativas, un grupo de unas 50 personas decidieron estudiar más a fondo para saber si había existido algún error en la interpretación. 
Hiram Edson afirmó haber tenido una visión, en la que él aseguró haber visto el cielo abierto, y en él haber visto el santuario celestial y a Jesucristo ministrando como Sumo sacerdote, pasando del Lugar Santo al Lugar Santísimo. Edson compartió su experiencia con muchos de los adventistas locales a quienes persuadió con entusiasmo. Como resultado de esta experiencia, Edson comenzó a estudiar la Biblia con otros dos creyentes del área de Nueva York, O.R.L. Crosier and Franklin B. Hahn, quienes publicaron los resultados de su estudio en un folleto titulado Day-Dawn (Amanecer). En este folleto se estudiaba la parábola de las "Diez vírgenes" de Mateo 25:1-13 e intentaba explicar que el novio había tardado. Además introducía el concepto del día de la expiación y lo que los autores llamaron "una cronología de eventos".